# 杨祖陶
杨祖陶（1927年1月15日—2017年1月22日），男，四川省大竹县人，中华人民共和国哲学史学者，武汉大学教授。

## 生平
1942年考入四川省立石室中学。1945年考入西南联合大学哲学系，曾师从金岳霖、汤用彤、贺麟及郑昕等学者。1950年毕业于北京大学哲学系，后留校任教。1959年调入武汉大学哲学系任教。1979年任副教授，1982年升为教授。曾任武汉大学外国哲学史教研室主任，湖北省哲学史学会副会长等。1992年获国务院政府特殊津贴。
2017年1月22日在武汉逝世。